# Tossal de Saragossa
El tossal de Saragossa és una muntanya de la serra d'en Galceran, al municipi homònim de la Plana Alta (País Valencià). Amb 1.082 metres sobre el nivell de la mar és el cim de major altura de la serra i de la comarca.
Pel seu vèrtex geodèsic passa el meridià de Greenwich.